# Lista głębokich pól

Dziedzictwo Hubble'a

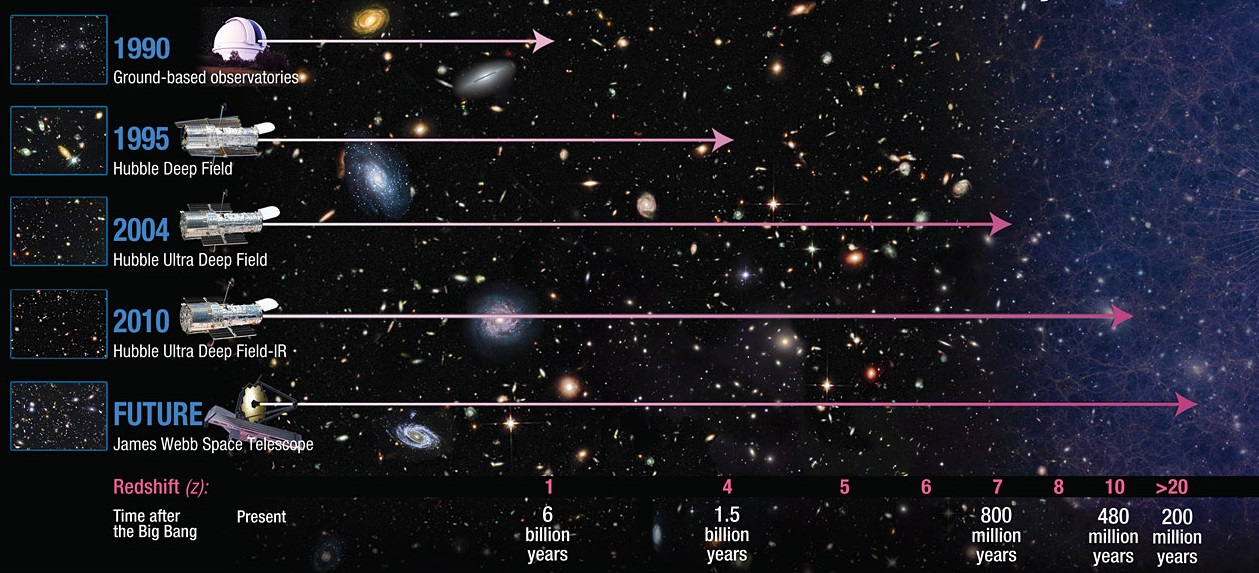
Porównanie jak daleko widziano niektóre z głębokich pól Kosmicznego Teleskopu Hubble'a, a także jak daleko powinien widzieć Kosmiczny Teleskop Jamesa Webba

Głębokie pole – zdjęcie fragmentu nieba wykonane z bardzo długim czasem naświetlania w celu wykrycia i zbadania słabych obiektów. Głębia pola odnosi się do pozorna wielkość gwiazdowej lub moc strumienia promieniowania najsłabszych obiektów, które można wykryć na obrazie. Obserwacje w głębokim polu zwykle obejmują niewielki obszar kątowy na niebie, ze względu na duży czas potrzebny teleskopowi na osiągnięcie obrazów słabych źródeł. Głębokie pola są używane głównie do badania ewolucji galaktyk i kosmicznej ewolucji aktywnych jąder galaktyk oraz do wykrywania słabych obiektów o dużym przesunięcie ku czerwieni. Wiele obserwatoriów naziemnych i kosmicznych prowadziło obserwacje w głębokim polu na długościach fal od radiowych do rentgenowskich.
Pierwszym obrazem głębokiego pola, który zwrócił dużą uwagę opinii publicznej, było Głębokie Pole Hubble’a, zarejestrowane w 1995 roku przez Kosmiczny Teleskop Hubble’a. Rejestrację promieniowania  głębokim polu, prowadzono także przez Teleskop kosmiczny Chandra, Obserwatorium XMM-Newton oraz Kosmiczny Teleskop Spitzera.
Poniższa tabela zawiera częściową listę obserwacji w głębokim polu przeprowadzonych od 1995 roku.
| Obraz | Nazwa                                                                    | Rok rejestracji | Liczba ekspozycji |
| ----- | ------------------------------------------------------------------------ | --------------- | ----------------- |
|       | Głębokie Pole Hubble’a                                                   | 1995            | 342               |
|       | Głębokie Południowe Pole Hubble’a                                        | 1998            | 995               |
|       | Głębokie Południowe Pole Chandry                                         | 1999–2000       | 11                |
|       | Ultragłębokie Pole Hubble’a                                              | 2003–2004       | 808               |
|       | Extended Groth Strip                                                     | 2004–2005       | ponad 500         |
|       | Cosmic Assembly Near-infrared Deep Extragalactic Legacy Survey (CANDELS) | 2011            |                   |
|       | ESO’s VLT i SINFONI instrument                                           | 2012            |                   |
|       | Ekstremalnie Głębokie Pole Hubble’a                                      | 2012            |                   |
|       | Ultragłębokie Pole Hubble’a (UV/VIS/NIR)                                 | 2014            |                   |
|       | Frontier Fields MACS J0416.1-2403                                        | 2015            |                   |
|       | Frontier Fields Abell 2744                                               | 2015            |                   |
|       | Frontier Fields MACS J0717.5+3745                                        | 2015            |                   |
|       | Frontier Fields MACS J1149.5+2223                                        | 2015            |                   |
|       | Frontier Fields Abell S1063                                              | 2016            |                   |
|       | Frontier Fields Abell 370                                                | 2017            |                   |
|       | Frontier Fields Abell 370 parallel field                                 | 2017            |                   |
|       | Hubble Deep UV (HDUV) Legacy Survey                                      | 2018            |                   |
|       | Pole dziedzictwo Hubble’a                                                | 2019            | 7500              |
|       | Webb’s First Deep Field                                                  | 2022            |                   |